# 巨口鲨
巨口鲨（学名：Megachasma pelagios），又名巨口鮫、大嘴鯊，是巨口鲨科巨口鯊屬下的唯一现存種，全球至今僅累計約226尾的漁獲紀錄，其中146隻、超過60%的漁獲來自台灣花東外海。（自1976年第一次目擊至2012年間僅55例），相當罕見。第一隻巨口鯊是在1976年於夏威夷外海發現的。
巨口鯊分布在世界各地，棲息深度約5至1000米之間，以深海居多，故很少被發現。
台灣漁業署2020年11月10日公告修正並實施「大白鯊象鮫及巨口鯊漁獲管制措施」，將這3個魚種列入禁捕，只要意外捕獲大白鯊、象鮫及巨口鯊之漁船，無論生死應立即放回大海，並依規定通報。

## 特徵

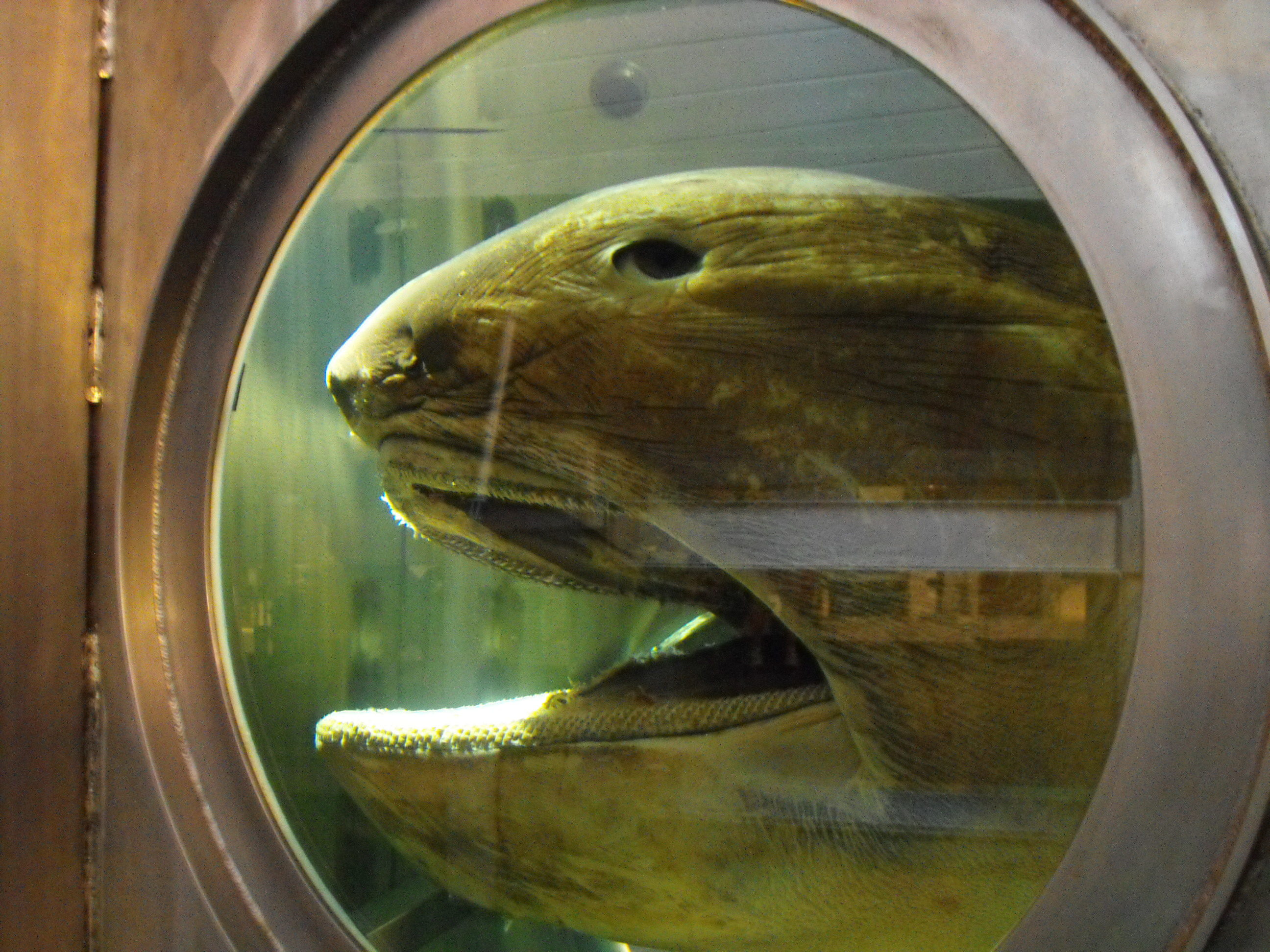
头部，该标本藏于西澳大利亞博物館

巨口鲨头大嘴大，细牙成须状，和姥鲨科及鲸鲨科的鲨鱼一样，以过滤浮游生物为食物；口附近有發光器，可能用來吸引獵物。尾长，但和长尾鲨科不同，上半叶上翘得較不明顯。體色呈棕黑色，腹部偏白色。有別於鼠鯊目的其他種類，巨口鲨的吻部較圓潤且不明顯。體長4至5.5公尺，體重最重可達1噸（1215公斤）。

## 生殖
巨口鲨和姥鯊及鯨鯊一樣，巨口鲨也是卵胎生的鯊魚，幼鯊在卵時期的時候都待在母體內，直到卵孵化為止，幼鯊才會離開母體。

## 發現記錄
1990年10月21日，美國加州的達納捕獲了一隻雄性巨口鯊。
2017年5月16日，臺灣花蓮縣外海的定置漁場捕獲一尾長4.8公尺、重700公斤的巨口鯊，經漁民通報，海巡署測量紀錄後，賣至海產店。引發環團不滿。
2019年5月6日，於花蓮縣外海再次捕獲一尾長3.5公尺、重612公斤的巨口鯊，經捕獲漁民通報並由漁政機關進行相關檢測後，因巨口鯊於臺灣尚非屬於保育類，魚體仍交由船主拍賣利用。
2021年6月3日，台灣漁業署表示，花蓮籍「金鴻3號」刺網漁船於花蓮外海意外捕獲巨口鯊，主動通報並釋回，是2020年禁捕上路以來首例。
2022年6月11日，菲律賓南部的索索貢省（Sorsogon）沿海沙灘發現一頭巨口鯊的屍體。身長15英尺（約4.57公尺）。